# Ederauen bei Obermöllrich und Cappel
Koordinaten: 51° 7′ 7″ N, 9° 19′ 59″ O
Das Naturschutzgebiet Ederauen bei Obermöllrich und Cappel liegt im Schwalm-Eder-Kreis in Hessen.

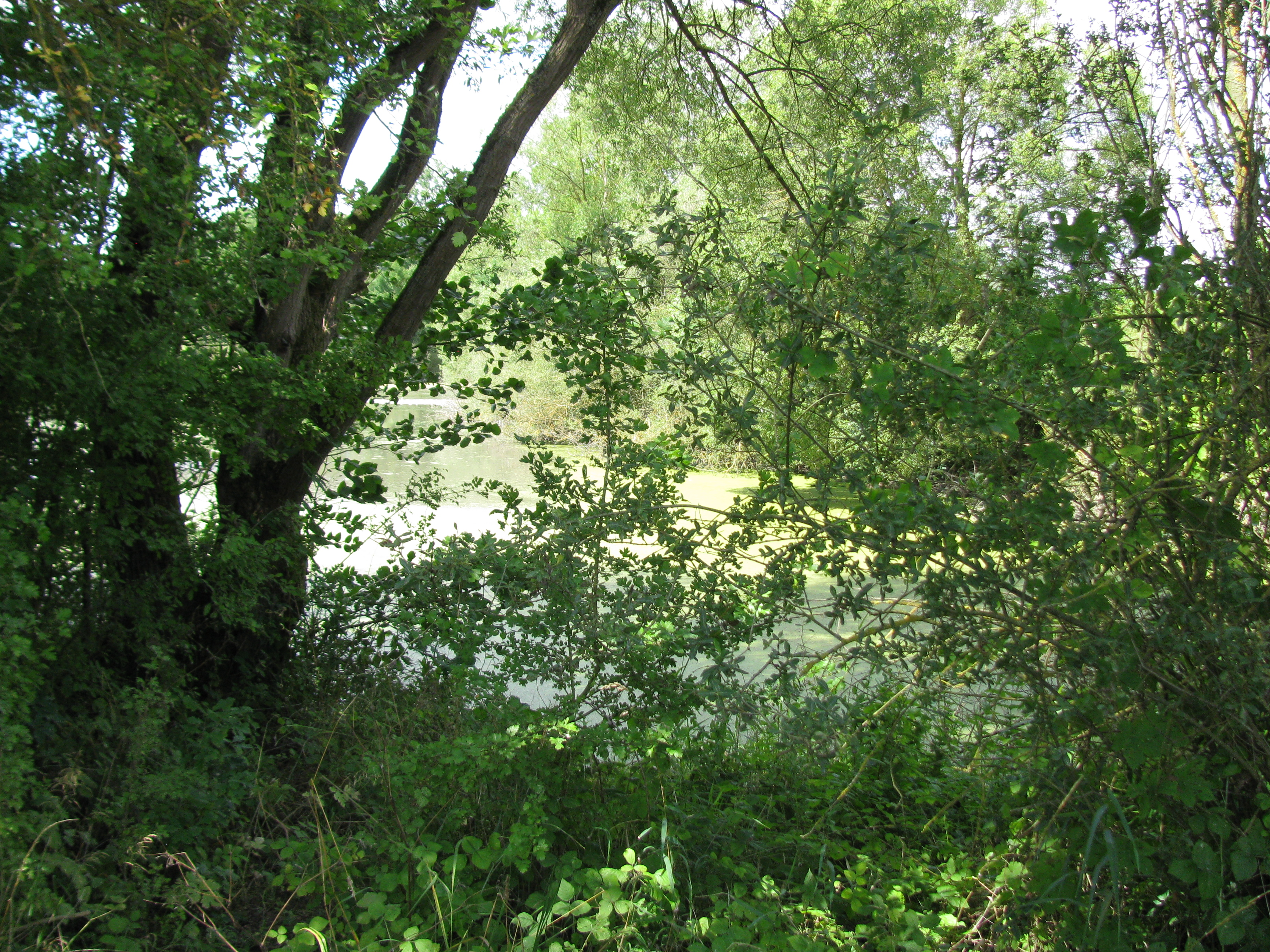
Naturschutzgebiet Ederauen bei Obermöllrich und Cappel (Juli 2017)

Das etwa 75,2 ha große Gebiet, das Teilfläche des etwa 1664,6 ha großen FFH-Gebietes 4822-304 Untere Eder ist, wurde im Jahr 1981 unter der Kennung 1634005 unter Naturschutz gestellt. Es erstreckt sich östlich der Kernstadt Fritzlar und südlich der Fritzlarer Stadtteile Obermöllrich und Cappel entlang der Eder. Am westlichen Rand des Gebietes und südlich davon verläuft die Kreisstraße K 12, westlich verläuft die A 49, nördlich die Landesstraße L 3426 und östlich die B 254. Südlich des Gebietes liegt das 8,1 ha große Naturschutzgebiet Pfingstgemeinde bei Zennern.
Das Gebiet umfasst 3 km Flusslauf der Eder mit Teichen, Auwald und Grünland.